# Crotalus transversus
Crotalus transversus är en ormart som beskrevs av Taylor 1944. Crotalus transversus ingår i släktet skallerormar och familjen huggormar. IUCN kategoriserar arten globalt som livskraftig. Inga underarter finns listade i Catalogue of Life.
Arten är bara känd från en bergstrakt i södra Mexiko. Den hittades mellan 2900 och 3300 meter över havet. Området kännetecknas av vulkaner med branta sluttningar samt barrträd och bergsängar.